# Legenden om Svarta Björn
Legenden om Svarta Björn är en svensk film från 1979 regisserad av Ingvar Skogsberg.
Filmen baserar sig på kockan Svarta Björn och hennes liv. Åke Lindman spelade rollen som hennes älskade Ådals-Kalle (fast han där kallades Ålands-Kalle, för att dialekten skulle vara mer trovärdig). Manus skrevs av Ingvar Skogsberg och Lars Löfgren. Filmens fotograf var  Lennart Carlsson. Serien spelades in längs Malmbanan med utgångspunkt från Björklidens Fjällhotell där hela teamet bodde under några månader 1979.